# Neuchâtel (huyện)
Neuchâtel từng là một trong sáu huyện của bang Neuchâtel cho đến khi giải thể ngày 1 tháng 1 năm 2018. Huyện nói tiếng Pháp, Thụy Sĩ, trong vùng Le Littoral. Huyện lỵ là thị xã Neuchâtel.

## Đô thị
Neuchâtel có tổng cộng 10 đô thị:
| Đô thị         | Population (31 tháng 12 năm 2007) | Diện tích, km² |
| -------------- | --------------------------------- | -------------- |
| Cornaux        | 1497                              | 4,72           |
| Cressier       | 1879                              | 8,55           |
| Enges          | 287                               | 9,59           |
| Hauterive      | 2484                              | 2,07           |
| Le Landeron    | 4315                              | 10,31          |
| Lignières      | 949                               | 12,51          |
| Marin-Epagnier | 4087                              | 3,26           |
| Neuchâtel      | 32,389                            | 18.05          |
| Saint-Blaise   | 3122                              | 8,87           |
| Thielle-Wavre  | 680                               | 2,09           |
| Total          | 51,689                            | 80.02          |